# Prix Jacqueline-Ferrand
Le prix Jacqueline-Ferrand récompense « une opération pédagogique innovante dans le domaine des mathématiques ». Créé par la Société mathématique de France en 2018 et d'un montant de 2 000 euros, il est décerné tous les deux ans.

## Description
Le prix est créé en 2018 par la SMF pour honorer la mémoire de Jacqueline Ferrand, mathématicienne française disparue en 2014.
Décerné tous les deux ans en même temps que le prix d'Alembert « la diffusion de la connaissance des mathématiques vers un large public », d'un montant de 2 000 euros, ce prix « récompense une opération pédagogique innovante dans le domaine des mathématiques. [...] [Ce] prix peut, le cas échéant, être partagé entre plusieurs lauréat⋅e⋅s. »

## Lauréats
- 2018[3] : Projet collaboratif M@ths en-vie[4] porté par Carole Cortay et Christophe Gilger, pour l'accent mis sur les premiers cycles de l'apprentissage et l'utilisation parcimonieuse mais extrêmement pertinente des outils numériques.
- 2020[5] : Opération La Grange Vadrouille / La Grange École portée par l'association La Grange des Maths[6].
- 2022[7] : Projet Sign'maths[8] porté par l'Institut mathématique de Toulouse, « qui développe un glossaire mathématique en langue des signes française et le met au fur et à mesure à disposition de la communauté par le biais de son site internet[9] ».
- 2024[10] : Mallette pédagogique CorMéCoULi (Corpus médiéval des comptabilités urbaines ligériennes)[11], ressource transdisciplinaire concernant les mathématiques et l'histoire portée par les universités de Tours et d'Orléans.